# Sladka Gora
Sladka Gora este o localitate din comuna Šmarje pri Jelšah, Slovenia, cu o populație de 85 de locuitori.